# 埃拉特号驱逐舰
埃拉特号驱逐舰（英語：INS Eilat）是英国于二战时期建造的一艘Z級战时应急驱逐舰，1944年以热诚号（HMS Zealous，R39）以舰名加入英国皇家海军，1955年转售给以色列海军，用以色列港口城市埃拉特命名。1967年10月21日，埃拉特号驱逐舰被埃及海军导弹快艇发射的数枚冥河反舰导弹击沉，成为首艘在实战中被舰载导弹击沉的舰艇。

## 设计与建造

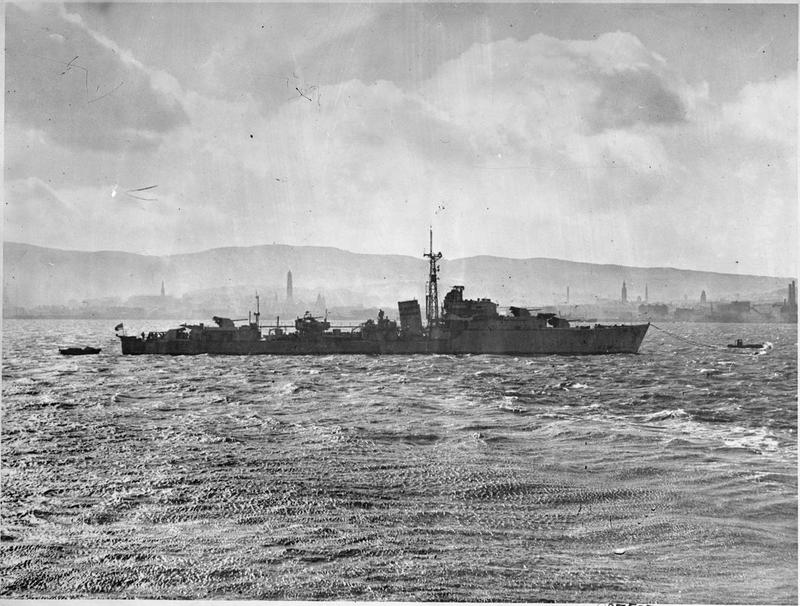
皇家海军服役期间1945年摄

Z级驱逐舰属于英国二战时期建造的战时应急驱逐舰型号，以先前的J級驅逐艦为蓝本，因战时应急而采用较轻的武备以适应大规模生产。:53-55,86-87:124-127英国在1941年战争建造计划中下订5型（U、V、W、Z和Ca级）战时应急驱逐舰，每型各8艘共计40艘。:90–91,328
Z级驱逐舰全长362英尺9英寸（110.57），水线长348英尺0英寸（106.07），垂標間距339英尺6英寸（103.48）；船宽35英尺8英寸（10.87）；平均吃水深度 10英尺0英寸（3.05），满载吃水深度14英尺3英寸（4.34）。标准排水量1,710長噸（1,740公噸），满载排水量2,530長噸（2,570公噸）。极速36节，满载时速32节，可以20节航速巡航4,675海里。:135:37
对比前型战时应急驱逐舰，Z级驱逐舰主炮改用4门QF 4.5吋艦砲，最大仰角55度，有一定的防空能力。:43:92–93:52防空炮方面，装备1门双联波佛斯40公釐L/60高射砲、2门单管厄利孔20毫米机炮、2门双联装厄利孔20毫米机炮。装备2组四联装英国21英寸鱼雷管。反潜方面，装备4个反潜迫击炮和2个深水炸弹投放轨道，共携带70枚深水炸弹。
该舰由英国伯肯黑德的坎梅尔•莱尔德造船厂建造，1944年2月28日下水，同年10月9日入役皇家海军，分配舷号R39。:328

## 皇家海军舰历
该舰在二战末期服役，被编入英国皇家海军本土艦隊驱逐舰分舰队。战争期间参与了两次北极船团护航——1945年2月的JW/RA-64船团和1945年4月JW/RA-66船团。在JW/RA-64船团期间，该舰为4艘执行瑟略島挪威平民疏散任务的驱逐舰之一。战后1947年，该舰被降为后备舰艇。1950年在卡迪夫进行改装。1955年出售给以色列。1956年在哈兰德与沃尔夫的利物浦船厂改装后驶往以色列。

## 以色列海军舰历
该舰于1956年7月入役以色列海军，用以色列最南端的港口城市埃拉特命名为埃拉特号驱逐舰。同年10月底爆发第二次中东战争，埃及驱逐舰Ibrahim el-Awal号炮击海法，以色列的埃拉特号和雅法号前去交战，以舰命中多发炮击造成埃舰轻微损伤。埃舰撤退时遭以色列空军达索飓风攻击，舰上转向和电气系统失灵，最终投降被俘，成为以色列海军海法号驱逐舰。
1967年6月六日战争期间，以色列海军并无建树，以至于被以色列国防军和公众讽为“浴缸军队”。这期间埃拉特号被派往执行阿什杜德港-阿里什-塞德港一线的巡航任务，以展示武力存在。六日战争后，以色列海军期望提升自己的形象，一个月后的7月11日午夜，埃拉特号驱逐舰和两艘以色列鱼雷艇违反停火协议，在公海上击沉了两艘埃及鱼雷艇。以方事后将此事件描述为“例行巡逻”，未开展后续调查。
此次战果助长了以色列海军的轻敌情绪，继续命令大型驱逐舰巡逻海岸线。1967年10月21日下午，埃拉特号在塞德港外约13英里的公海进行例行巡逻。舰长Yitzhak Shoshan表示当时能见度相当好，塞德港的房屋亦在地平线上清晰可见，突然甲板观察员报告有一枚“火箭弹”来袭。火箭弹实际上是塞得港的埃及海军183R型导弹快艇发射的冥河反舰导弹，埃拉特号船员在距离5-6英里时目击到来袭目标，开始加速规避并开火高炮，然而未能拦截。首枚导弹直接命中舰体上层建筑，并摧毁了无线电天线，片刻后第二枚冥河导弹命中引擎室。埃拉特号失去动力、燃起大火且船身严重倾斜。埃拉特号船员进行损管，不料一个半小时后，第三枚冥河导弹来袭并在舰尾爆炸，第四枚冥河导弹未命中，在舰艇附近爆炸。埃拉特号断成两截后沉没，全舰199名船员中，47人遇难，包括舰长在内的约100人受伤，其中一些船员死于过慢的救援行动。
埃拉特号沉没后的第三天（10月24日），以色列炮击埃及苏伊士的炼油厂和化肥厂进行报复。

## 纪念
- 以色列海法的秘密移民与海军博物馆外立有埃拉特号阵亡将士纪念碑，博物馆内展有埃拉特号的一组鱼雷发射管。[13]
- 埃及将击沉埃拉特号之日10月21日定为本国海军节。[14]